# Летњи дворац Милана Обреновића у Нишу
Летњи дворац Милана Обреновића у Нишу налазио се у Бећир-беговом конаку као најмаркантнијем здању и најмасивнијем профаном објекат за становање у Нишу деветнаестог века. Дворац је настаоа након ослобођења Ниша од Османлија 1878. године, као један од облика деловања владарске династије Обреновић у сложеном процесу утемељења владарске резиденције као особеног простора и специфична и непосредна спрега коју је овакав простор остваривао у садејству са владарским идентитетом краља Милана и његовим снажно успостављеним култом на тлу јужне Србије.

## Значај
Летњи двор кнеза Милана у Нишу није служио искључиво као летњиковац за провођење угодних тренутака доколице, одмора и пуке разоноде чланова владарске породице, већ је у потпуности функционисао као државни, политички и друштвени просценијум и активни простор режираних представа у служби пропагандног програма владара и стимулисања лојалности поданика на ослобођеним територијама. 
Поред резиденцијалне, двор је имао и важну управно-службену функцију, посебно као простор званичних аудијенција искључиво најпривилегованијих чланова друштва. 
Владарско присуство, наглашеноу виду дугачких боравака у двору у Нишу и мимо летњих дана, осетно је утицало на гравитациону моћ Ниша као политичког центра и реалне друге престонице, па су представници и конзули Француске, Немачке, Аустрије, Италије и Турске били пресељени на стални боравак у овом граду.

## Летњи дворац у Нишу као простор за обитавања српског владара
О двору као реалном простору обитавања владара, његове породице и дворјана, али истовремено и као свесно исконструисаном сложеном симболу власти, и његовом поимању као идеалној слици, није одолела ни династичке куће Обреновић. Њихов двор у Београду и Летњи дворац у Нишу за ову српску династију с караја 19. века били су истовремено срце система репрезентације њихове власти и њихова друга резиденције у Кнежевини односно касније Краљевини Србији.
Упросторавање овог владарског седишта у Нишу имало је за циљ да и у овом граду, створи функционално место становања владара и чланова његове породице и његово адекватно уређење као симбола институције власти, посебно у оквирима новоослобођених територија, по завршетку успешног ратовања окончаног 1877. године ослобађањем Ниша.
Оснивање овог простора, како по избору, тако и по изгледу, представљало је нимало једноставан и изузетно захтеван задатак који се морао реализовати у кратком времену, уз обавезно задовољење целокупног система многоструких конвенција и функција у складу са владарском идеологијом. С тим у вези, општи изглед грађевине подређен је визуелној структури, обликовним вредностима и комплексној симболици краљевог летњег двора. У ту сврху одабир материјала који су у њему примењен, процес селекције предмета који се у тај простор размештени засновани су на разрађеном систему издвајања и смештања двора у средиште јавног живота Кнежевине Србије.
Тако је овај дворац на југу Србије постао једновремено одбрамбени, ефикасно комуникативни и хваљени простори чулне визуелизације и наглашене моћи пропагандног деловања у чијем је средишту стајао неприкосновени владар Србијер, убедљиво стваран и недодирљив.

## Бећир-бегов конак — будући дворац
Комплекс Бећир-беговог конака, као остао је забележен као најмаркантније здање и најмасивнији профани објекат за становање у Нишу 19. века простирао се дуж парка поред реке Нишаве (данас у окиру блока дефинисаног улицама Орловића Павла, 7. јула и Тргом краља Милана), на месту на коме је касније изграђена зграде Управе града Ниша и хотел „Парк”. Комплекс Бећир-бегово конак састојао се из два посебно издвојена, али функционално повезана дела, који су чинили стари и нови конак. 
Стари конак
Здања старог конака са амамом сазидано током 18. века налазило се на месту које данас заузима зграда Кабинета градоначелника Ниша, изграђена за прву српску филијалу Народне банке у Београду двадесетих година двадесетог векa Овај пространи конак изграђен је за Хафиз Мустафагу, познатијег као Хафиз-паша, који је био заповедник Ниша од 1795. године и главни командант турске војске током битке на Иванковцу 1805. године, након које је од последица рањавања, убрзо по повратку у Ниш, и преминуо. У конаку је потом живео Хафиз-пашин син, нишки мухафиз Махмуд-паша (Милићевић (1884), стр. 101), а затим су постојећи конак наследили његови синови Бећир и Амет-бег.
Нови конак
Бећир-бег је око 1860. године изградио са западне стране, поред постојећег здања, нови конак.

## Кнез Милан — нови власник Бећир-беговог конака
Оба конака кнез Милан је у пролеће 1878. године, откупио од Муста-бега, Бећир-беговог сина и Хафиз-пашиног праунука, за позамашну суму од 1.500 дуката. Према речима Јована Ристића, објављеним на страницама Живана Живановића, конак је Милан морао да купи а не да добије на поклон јер се:
| „ | Српска влада успротивила понуди Муста-бега да кнезу Милану овај комплекс за потребе двора поклони, јер би се такав чин дара за становање првом човеку државе од доскорашњег непријатеља сматрао крајње политички непримерним. | ” |

Упркос архитектонској некомпатибилности са престоничким јавним објектима и делимично у стању трошности, симболички капитал и репрезентативни капацитет простора нишког двора били су препознати од стране династије Обреновић, због величине и пространости дворског комплекса који су сугерисали владарску моћ, те су одмах по стицању власништва стављени у функцију политичке потребе тренутка и династичке пропаганде.
Прво је простор испред конака рашчишћен и на њему је култивисана парковска површина са шеталиштем. Већ почетком јуна 1878. Бећир-бегов конак је стављен у употребу као кнежев двор и поуздано се зна да је кнез Милан готово читаву 1879. годину провео у свом нишком двору. Краљица Наталија је први пут посетила двор у Нишу са престолонаследником 23. новембра 1878. године, након чега је и она почела да све чешће борави у овој резиденцији.
Грађевински радови на реконструкцији двора
Након проглашења краљевине и изградње краљевског двора у Београду, негде између 1884. и 1885. године, приступило се темељној обнови летњег двора у Нишу. Спајањем у јединствену целину репрезентативног новоподигнутог дела грађевине у складу са естетским преференсама ондашње средње Европе, које су донели градитељи школовани у центрима попут Беча и Минхена, уз уважавање традиције старог неимарског наслеђа, двор у Нишу је формиран као сложени симбол у служби ширих српских идејних токова и манифестације власти. 
У летњиковцу је задржана и детаљно реновирана старија оријентална структура, која је наглашавала династички континуитет, повезујући краља Милана са оснивачем династије Обренови, док је млађа структура у потпуности замењена новим објектом. 
| „ | Дозидани део на месту Бећир-беговог конака је еклектички конципирана грађевина састављена од два објекта приближно квадратне основе, са улазним тремовима полукружних аркада, који су међусобно били повезани нижом подужном структуром.. Овај део двора наследио је милитарни карактер претходне структуре, будући да је служио као дом официра и краљеве гарде, чиме се наставило са истицањем високе позиције војске у оквиру дворског простора, а самим тим и државе, и тиме активно сведочило о нараслој моћи војног сталежа. | ” |

Инфраструктура
Двор у Нишу имао је укупно 29 одаја у приземљу и 21 одају на спрату. 
Приземље
Приземље је било резервисано за дневне потребе, кухињу, магацинске просторе и собе за смештај настојника, ађутанта и послуге. 
Спрат
На спрату нишког двора налазиле су се главне репрезентативне одаје, салони, трпезарија, као и личне одаје, соба краља Милана и будоар краљице Наталије. У преклапању приватне и јавне сфере препознајемо карактеристично схватање појма приватности у простору двора. Значајно место заузимала је дворска трпезарија, која је у време овог краљевског пара постала јавни просценијум, о чему сведочи и сачуван инвентар дела постојећег посуђа за приређивање вечера и банкета, посебно различитих типова чаша са краљевим монограмом за испијање разноврсних луксузних пића. У оквиру спрата налазила се и посебно позиционирана собе дворског маршала.

## Губитак сјаја и страдање двора у пожару
После уступања престола своме малолетном сину, краљ Милан се још неко време задржао у Србији. Након повратка краљице Наталије у Београд, да се нађе младом Александру, Милан је успео да испослује њено прогонство, што је изазвало нереде 1. јуна 1891. године у Београду у којима су пале и две жртве. Краљ Милан је постао непопуларан. Од руског двора је изгледа добио новчану помоћ од од два милиона динара под условом да се заувек повуче из Србије.
Неповољне династичке околности и јачина краљевог култа у Нишу, учиниће ово омиљено боравиште краља Милана на југу Србије пред крај 19. века веома непопуларним у очима краља Александра и краљице Драге. 
Ниш, као чврсто кодификовани репрезентативни топос краља Милана, постаје непожељан у светлости идеолошко-пропагандног курса који је заузео последњи владарски пар лозе Обреновића, који је своје уточиште пронашао у Смедереву. Двор у Нишу са припадајућим имањем у Топоници је 25. новембра 1905. године убаштињен на краљицу Наталију.
Даљи утицај двора у Нишу и засигурне накнадне корективне измене у меморијалној култури, које би сигурно било занимљиво пратити у контексту династичке промене, онемогућили су физичко нестајање двора краља Милана у Нишу, који је током Првог светског рата нестао у пожару под налетом бугарске војске.